# Azcárate O-E-1

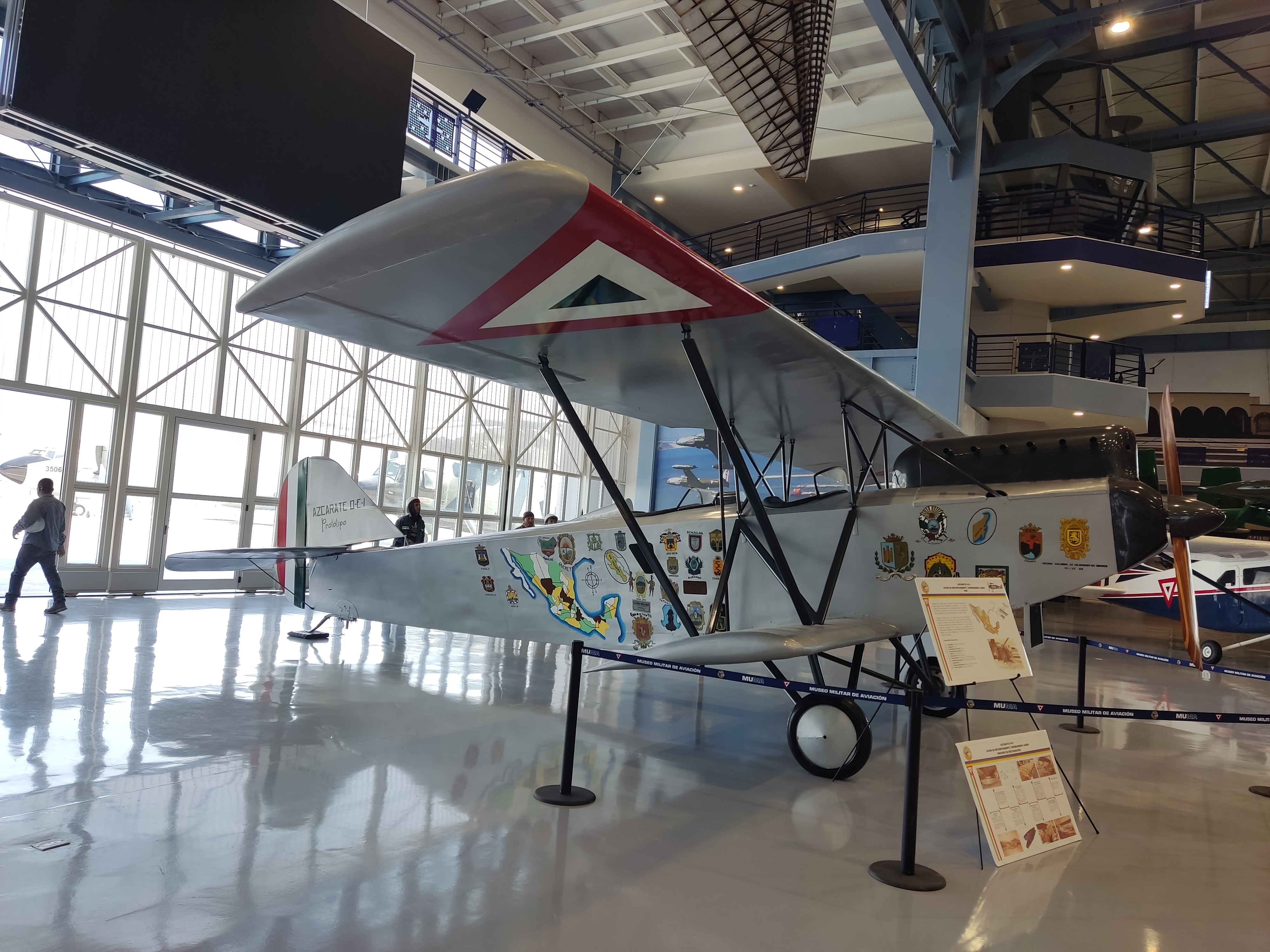
Azcárate O-E-1 exhibido en el Museo Militar de Aviación de Santa Lucía, México.

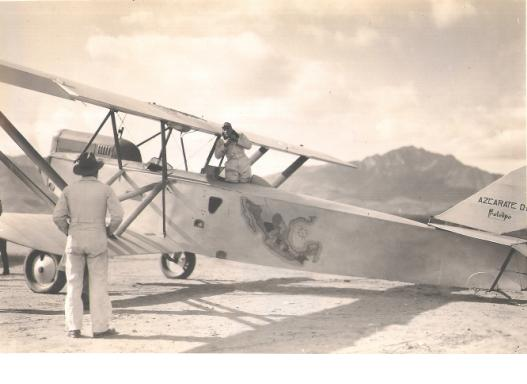
Piloto aviador Gustavo León González a bordo de un Azcárate E-1.

El Azcárate O-E-1 fue un avión bombardero y de reconocimiento desarrollado en México a finales de la década de 1920. Fue diseñado por el General Brigadier Juan Francisco Azcárate y construido en los talleres de TNCA cerca de la Ciudad de México. Era un sesquiplano con la configuración convencional de tren de aterrizaje tipo tailskid, y sentando a la tripulación en tándem, con la cabina abierta. La aeronave se denomiaba a veces colectivamente simplemente como el sesquiplano de Azcárate. En 1928 también se construyeron 10 aeronaves entrenadoras Azcárate E-1 (la E era denominación de "Entrenador" ó "Escuela").
El 30 de septiembre de 1928, el piloto Gustavo León y el Subteniente mecánico Ricardo González emprendieron una circunnavegación aérea de México en el O-E-1, haciendo 58 escalas, completaron su vuelo de 10.986 km (6.826 mi) el 18 de diciembre.

## Especificaciones
Características generales
- Tripulación: 2 (piloto e instructor)
- Longitud: 6.8 m (22 ft 4 in)
- Envergadura: 10.5 m (34 ft 6 in)
- Altura: 2.57 m (8 ft 3 in)
- Superficie alar: 23.5 m² (253 ft2)
- Peso vacío: 666 kg (1,465 lb)
- Planta motriz: 1 × Wright J-5, 112 kW (150 hp)

Rendimiento
- Velocidad máxima: 165 km/h (103 mph, 89 kt)
- Autonomía: 4 h
- Rango aproximado: 660 km (412 mi, 356 nmi)
- Techo de vuelo: 4,500 m (14,760 ft)